# Борис Черановски
Борис Иванович Черановски (13 (1) юли 1896 г., с. Павловичи, Украйна – 17 декември 1960 г., Москва, РСФСР) е украински и съветски художник и скулптор, авиконструктор и дизайнер.

## Биография
Роден е на 13 юли 1896 г. в село Павловичи.
От 1922 г. изучава и конструира планери и самолети. През 1924 г. той създава планера БИЧ-2. От 1924 до 1927 г. учи във военната академия. През 1927 г. създава планера БИЧ-6 „Дракон“.
Създава първите самолети в СССР по схема тип „летящ крило“ БИЧ-3 (1926) и БИЧ-7А (1933) с централна вертикална опашка. Първи успешно тества през 1929 г. триъгълно крило на планера БИЧ-8.
Награден с Орден Червена звезда.